# R22公路 (俄羅斯)
R22公路，原編號M6，又稱裏海公路（Kaspij）是俄羅斯的一條幹線公路，連接首都莫斯科和阿斯特拉罕，全長1,381公里。也是歐洲E38、E40、E119和亚洲公路8号线（AH8）、61号线（AH61）、70号线（AH70）的一部分。

## 沿途主要城市
- 坦波夫
- 伏爾加格勒
- 阿斯特拉罕